# Reflektogramm
Ein Reflektogramm wird auch Echogramm oder Impulsantwort eines Raums genannt, von lat. reflectere = zurückbeugen. Das Reflektogramm ist eine Aufzeichnung des Schalldrucks in Abhängigkeit von der Zeit nach der Schallanregung eines Raums durch einen Impulsvorgang, wie z. B. einen Pistolenschuss aus einer Schreckschusspistole.
Bedingt durch die Raumbegrenzungsflächen und die Einrichtungsgegenstände in einem Raum, kommt es je nach der Größe des Schallabsorptionsgrads dieser Grenzflächen zu mehr oder weniger großen Schallreflexionen. In einem geschlossenen Raum erhält der Zuhörer somit neben dem direkt von der Schallquelle (Schallsender) als Direktschall herkommenden Anteil weitere Schallanteile, die von Reflexionen an den Grenzflächen als Raumschall herrühren, wobei diese Rückwürfe einmal oder mehrmals stattfinden können. Dabei treffen die reflektierten Schallanteile gegenüber dem Direktschall zeitverzögert am Messpunkt ein, da sie einen längeren Weg zurücklegen müssen.
Werden diese nacheinander eintreffenden Schalldruckanteile von einem Registriergerät mit hoher zeitlicher Auflösung aufgezeichnet, so erhält man ein Reflektogramm.
Anhand solcher Reflektogramme lässt sich abschätzen, welche Reflexionen zur Verbesserung der Hörsamkeit beitragen und welche als schädlich anzusehen sind.